# Caiçara do Norte
Caiçara do Norte là một đô thị thuộc bang Rio Grande do Norte, Brasil. Đô thị này có diện tích 189,495 km², dân số năm 2007 là 5898 người, mật độ 31,1 người/km².